# Протасевичский сельсовет (Осиповичский район)
Протасевичский сельсовет — административная единица на территории Осиповичского района Могилёвской области Белоруссии. Административный центр — агрогородок Заболотье.

## Географическое положение
Сельсовет расположен в центральной части района и граничит с Вязьевским, Дарагановским, Лапичским сельсоветами Осиповичского района.
Административный центр — агрогородок Заболотье — расположен в 4-х км к западу от города Осиповичи.
По территории сельсовета проходят железнодорожные и автомобильные магистрали: Минск — Гомель и Осиповичи — Барановичи.

## История
В феврале 2002 года в состав Протасевичского сельсовета включены населённые  пункты: Деревцы, Дубролёво, Задняя Гряда, Заручевье, Клепчатый Мост, Молотино, Осово, Прудок, Ставище, станция Деревцы, Ягодное.

## Состав
Протасевичский сельсовет включает 22 населённых пункта:
- Верейцы — деревня.
- Верхи — деревня.
- Деревцы — деревня.
- Дражня — деревня.
- Дубовое — деревня.
- Дубролёво — деревня.
- Заболотье — агрогородок.
- Задняя Гряда — деревня.
- Заручевье — деревня.
- Клепчаный Мост — деревня.
- Молотино — деревня.
- Перерожки — деревня.
- Осово — агрогородок.
- Побоковичи — деревня.
- Поплавы — деревня.
- Протасевичи — агрогородок.
- Протасевичи-2 — деревня.
- Прудок — деревня.
- Ставище — деревня.
- Станция Деревцы — деревня.
- Цель — деревня.
- Ягодное — деревня.

## Промышленность и сельское хозяйство
На территории сельсовета расположено Унитарное коммунальное сельскохозяйственное предприятие «Протасевичи».

## Культура
В 2002 году ансамблю народной песни и музыки «Сузорье» присвоено звание «народный». В 2006 году он принимал участие в Республиканском фестивале аутентичного фольклора «Берагіня», на международном фольклорном фестивале «По муромской дорожке», где стал дипломантом в пяти номинациях. На международном фестивале аутентичного фольклора «Софийская весна — 2007» ансамбль «Сузорье» также стал лауреатом, а в 15-м районном фестивале народного творчества «Веснавыя колеры» завоевал Диплом I степени (2007 год).
В 2004 году детскому фольклорному коллективу «Ленок» Протасевичской детской школы искусств присвоено звание «образцовый».
В 2005 году вышел в свет сборник стихов Марии Павловны Тиминской «На струнах маёй душы». Мария Павловна родилась в деревне Большая Горожа Осиповичского района, живёт в деревне Деревцы Протасевичского сельсовета, всю жизнь проработала учителем, сейчас на пенсии. В сборнике освещены боль и радость, любовь к родной земле, искренние чувства сердца.
В 2006 году увидела свет и книга воспоминаний уроженца Осиповичского района, Почетного строителя России Станислава Соколова «Судьба моя Верейцы». Эта книга — попытка подытожить пройденный жизненный путь, своеобразный гимн памяти малой родине, имя которой — Верейцы.

## Память
В 2004 году на могиле Неизвестного солдата на гражданском кладбище деревни Поплавы воздвигнут памятник. В том же году установлены мемориальные доски Герою Советского Союза Михаилу Романовичу Абросимову и Пелагее Тарасовне Козловской, подпольщице, жительнице деревни Протасевичи, повешенной фашистами в феврале 1942 года за хранение боевого Красного Знамени.